# Кавальяро, Сальваторе
Сальваторе Кавальяро (итал. Salvatore Cavallaro; род. 16 августа 1995, Катания, Сицилия, Италия) — итальянский боксёр-любитель, сицилийского происхождения, выступающий в полусредней, в первой средней, в средней и в полутяжёлой весовых категориях. Член сборной Италии по боксу, бронзовый призёр чемпионата мира (2021), двукратный призёр Европейских игр (2019, 2023), трёхкратный бронзовый призёр чемпионата Европы (2015, 2017, 2022), двукратный призёр Средиземноморских игр (2018, 2022), многократный победитель и призёр международных и национальных турниров в любителях.

## Биография
Родился 16 августа 1995 года в городе Катания, на Сицилии, в Италии.

## Любительская карьера

### 2021—2022 годы
В начале ноября 2021 года в Белграде (Сербия) стал бронзовым призёром чемпионата мира, в категории до 75 кг. Где он в 1/32 финала соревнований по очкам (5:0) победил финского боксёра Антона Эмбулаева, затем в 1/16 финала соревнований по очкам (5:0) победил белоруса Кирилла Самодурова, в 1/8 финала по очкам (5:0) победил француза Морено Фендеро, в четвертьфинале по очкам раздельным решением судей (3:2) победил опытного казаха Нурканата Райыса, но в полуфинале по очкам (0:5) проиграл кубинцу Йоэнлису Эрнандесу, — который в итоге стал чемпионом мира 2021 года.
В мае 2022 года в Ереване (Армения) стал бронзовым призёром чемпионата Европы, в категории до 75 кг. Где он в четвертьфинале по очкам единогласным решением судей (счёт: 5:0) победил турка Серхата Гюлера, в полуфинале по очкам решением большинства судей (счёт: 1:4) проиграл ирландцу Гэбриелю Доссену, — который в итоге стал чемпионом Европы 2022 года.